# Bahnhof Hankou

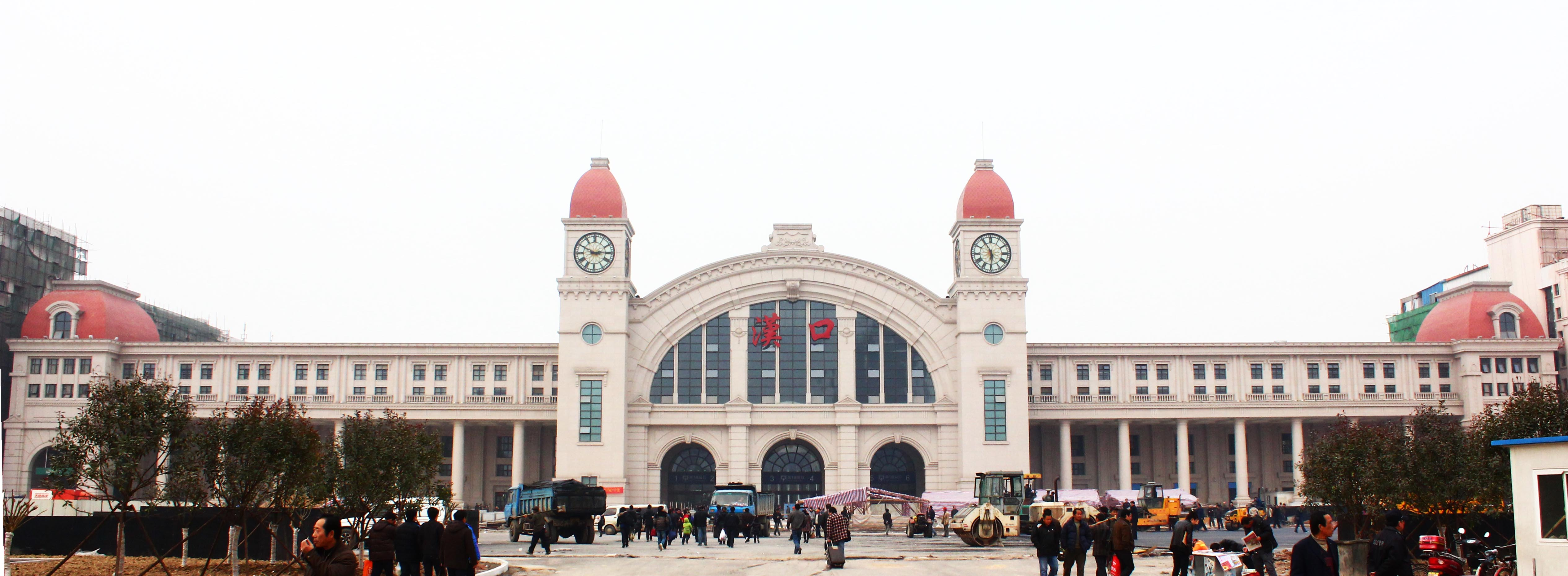
Frontansicht

Der Bahnhof Hankou (chinesisch 漢口站) ist einer der drei Hauptbahnhöfe in der Stadt Wuhan, der Hauptstadt der Provinz Hubei der Volksrepublik China. Er liegt im Stadtteil Hankou, nördlich des historischen Zentrums von Hankou.
Als die Eisenbahnlinie Peking–Hankou Anfang des 20. Jahrhunderts in Betrieb ging, war ihr Endpunkt die Station Hankou Dazhimen (大智 门 火车站), die sich direkt vor den Mauern der geschäftigen Hafenstadt Hankou befand. 1991 wurde der alte Bahnhof geschlossen und die Dienste auf den heutigen Bahnhof Hankou verlegt.
Im Dezember 2012 wurde der Bahnhof Hankou durch die Linie 2 des U-Bahn-Systems an das U-Bahn-System von Wuhan angeschlossen.
Am 23. Januar 2020 wurde die Station zusammen mit der gesamten Verkehrsinfrastruktur der Stadt wegen des Ausbruchs des Coronavirus SARS-CoV-2 geschlossen. Diese beispiellose Maßnahme wurde als „Hubei-Sperre 2020“ bezeichnet.